# Joy (Paul King)
Joy è l'unico album solista di Paul King, pubblicato nel 1987, su etichetta CBS, dopo lo scioglimento della band dei King.
In confronto al grande successo ottenuto dal gruppo il lavoro solista di Paul King non riscuote grandi consensi, forse a causa dell'apparente inesistenza di motivi validi per sciogliere una band all'apice del suo successo come i King (questa l'opinione generale di fan e critica), uno dei pochi gruppi degli anni ottanta a non utilizzare il sintetizzatore sopra ogni cosa e ad impiegare invece strumenti veri, nonché per l'evidente appesantimento degli arrangiamenti, ottenuti con una vera e propria big band, in contrasto con la grande semplicità della musica dei King, basata sulla tradizionale formazione a cinque elementi: voce, tastiere, basso, chitarra e batteria, quest'ultima suonata dal produttore Richard James Burgess sull'album di debutto Steps in Time e da Adrian Lillywhite sul secondo long playing, Bitter Sweet (qui è il chitarrista a cambiare, quasi su ogni canzone, mentre la batteria è affidata a David Beal; la tastiera, invece, raddoppia, con due tastieristi, Philippe Saisse e Robbie Kilgore, un po' a discapito del sound live).
L'album di Paul King non entra in classifica e produce soltanto una hit minore su due singoli estratti: I Know, che non va oltre il Numero 58, e Follow My Heart, che non riesce neanche a piazzarsi tra i primi 75 nel Regno Unito. Prodotto dal musicista statunitense Dan Hartman, il disco vede anche la presenza della cantante Nona Hendryx, nei cori di Slow Motion, il penultimo pezzo della tracklisting. La differenza più evidente tra il sound più pop rock di questo lavoro e i due dischi maggiormente new wave dei King è da identificare, oltre che nella doppia tastiera, anche nell'estesa presenza degli ottoni (evidente soprattutto nel primo 45 giri estratto), suonati da un quartetto (The Uptwon Horns), e dei cori, registrati in due session distinte, una a Detroit e l'altra a New York. Da segnalare il brano Star, scritto da Paul assieme all'ex collega Mike Roberts, già tastierista dei King e, in generale, la voce soul di Paul, calda e graffiante al tempo stesso, e i suoi testi, la cui suggestività letteraria sembra non aver perso la poeticità degli anni precedenti. A rendere meno brusco il passaggio dalla band al lavoro solista contribuiscono anche il management di Perry Haines e il fan club (The Unity Club), entrambi riconfermati.

## Tracce
1. Follow My Heart - 4:43 (P. King/D. Hartman)
2. When You Smile - 4:24 (P. King/D. Hartman/P.Haines)
3. I Know - 3:37 (P. King/D. Hartman/C. Midnight)
4. Pass on By - 3:37 (P. King)
5. Some Risks - 4:20 (P. King)
6. One Too Many Heartaches - 3:58 (P. King/D. Hartman/C. Midnight)
7. Star - 3:21 (P. King/M. Roberts)
8. It's Up to You - 3:12 (P. King)
9. So Brutal - 5:00 (P. King)
10. Slow Motion - 3:57 (P. King/D. Hartman/C. Midnight)
11. Glory's Goal - 3:12 (P.King)

## Singoli estratti dall'album
- 1987 - I Know (UK numero 58)
- 1987 - Follow My Heart (N.C.)

## Credits

### Formazione di base
- Paul King: voce, piano e synth
- David Beal: batteria
- TM Stevens: basso
- Philippe Saisse, Robbie Kilgore: tastiere
- Phil Grande (numero 2, 3, 6, 7, 10); Carlos Alomar (numero 1, 6); Graham Simmonds (numero 5, 8, 9, 10, 11); Steve Conti (numero 6): chitarre

### Musicisti supplementari
- Nona Hendryx: cori su numero 10
- Crispin Cioe: sassofono baritono alto (The Uptwon Horns)
- Bob Funk: trombone (The Uptown Horns)
- Arno Hecht: sassofono tenore (The Uptwon Horns)
- Hollywood Paul Litteral: tromba (The Uptwon Horns)
- Carolyn Franklin; Brenda Corbett (The Prima Donnas) & Margaret Branch (The Prima Donnas): cori session di Detroit
- B.J. Nelson, Maggie Ryder, Kurtis King, Charlie Midnight, Dan Hartman: cori session di New York
- Mino Cinelu, Linda Curtis: percussioni

### Produzione
- Dan Hartman: produzione, chitarra e tastiere extra
- Chris Lord Alge: missaggio
- Rod Hui: registrazioni supplementari

### Staff
- Bill Smith Studio: design copertina
- Butch Martin: fotografia
- Bill Smith: location fotografia
- Perry Haines per la Dolphins Lovers Limited: management

## Dettagli pubblicazione
| Paese | Data | Etichetta | Formato | N° Catalogo  |
| UK    | 1987 | CBS       | CD      | CBS 450529 2 |